# Plantations en Irlande
Pour les articles homonymes, voir Plantation (homonymie).

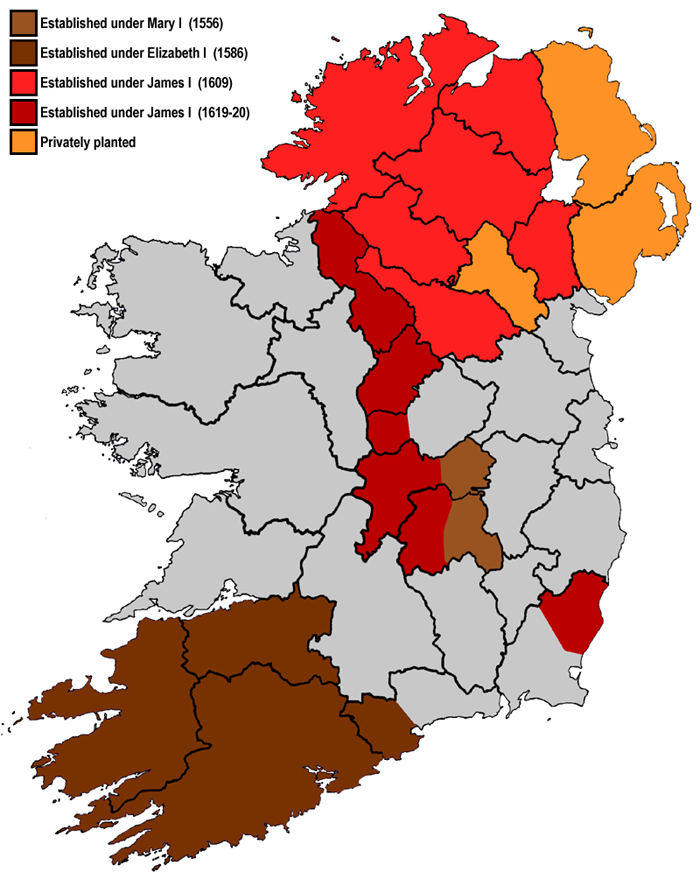
Les comtés irlandais sujets aux plantations britanniques, de 1556 à 1620 ; il est à noter que cette carte est simplifiée puisque les terres colonisées ne couvrent pas nécessairement toute la superficie des comtés colorés.

Le système des plantations en Irlande recouvre les différentes politiques de colonisation de l'île d'Irlande par la royauté anglo-écossaise. 
Les plantations ont été installées aux XVIe et XVIIe siècles en Irlande par confiscation des terres occupées par les clans gaéliques et les dynasties hiberno-normandes, principalement en Munster et en Ulster, dans le nord-est de l'île. Ces terres ont été attribuées par la couronne britannique à des colons (planters) venus de Grande-Bretagne. Ce processus commence sous le règne d'Henri VIII d'Angleterre et continue sous les règnes de Marie Ire et Élisabeth Ire. Il s'accéléra ensuite sous le règne de Jacques VI et Ier.
L'apogée des Plantations en Irlande fut atteint dans les années 1630, sous Charles Ier. Expropriés, des milliers d'Irlandais ont dû migrer, comme engagés volontaires, sur les petites îles antillaises de la Barbade et Montserrat. Le gouverneur de cette île depuis 1632, Anthony Brisket, se rend en Angleterre en 1636 pour y trouver de la main d'œuvre irlandaise. Grâce à ses relations à la cour d'Angleterre, en la personne de John Withe, du comté de Cork, sa famille avait obtenu des terres lors des Plantations en Irlande. Près de 125 000 colons anglais s'installent en Irlande, au cours de la seule année 1641, ce qui déclenche la Rébellion irlandaise de 1641. 
Thomas Wentworth (1593-1641), proche de Charles Ier, et Lord Deputy d'Irlande depuis 1632, les accéléra, imposant en particulier les plantations dans le Connacht, qui avaient été auparavant différées. Dans une pétition au roi de 1636, le gouverneur de Montserrat Anthony Brisket lui demande de bénéficier de « contrats sur le tabac au même taux » que ceux du capitaine Thomas Warner, l'un des fondateurs de l'île. En attisant les rancœurs des catholiques, et les craintes des protestants installés en Ulster, ces plantations dans le Connacht contribuent à déclencher en 1639 les guerres des évêques en Écosse, et conduiront à l'exécution de Wentworth en 1641, par décision du Parlement britannique, puis à la guerre des Trois royaumes.
Si les premières plantations, au XVIe siècle, sont créées sur la base de petites colonies modèles, les suivantes sont basées sur des confiscations en masse des terres, avec l'implantation d'un très grand nombre de colons en provenance d'Angleterre, d'Écosse et du Pays de Galles. Les dernières plantations officielles sont créées dans les années 1650, quand les troupes Parlementaires sont installées en Irlande, après la conquête de l'île par Oliver Cromwell.
Au-delà de ces plantations, une immigration significative continua en Irlande jusqu'au milieu du XVIIIe siècle, en provenance de Grande-Bretagne et d'Europe continentale.
Les plantations ont changé la démographie de l'Irlande, créant de grandes communautés ayant une identité anglaise et protestante. Ces communautés s'opposèrent de fait aux intérêts des habitants originels, d'identité gaélique et catholiques. La société irlandaise changea elle aussi avec l'introduction de nouveaux concepts : droit de propriété, de commerce et de crédit. Ces changements engendrèrent la création d'une classe dirigeante anglo-protestante, qui assura la pérennité de la couronne britannique en Irlande au XVIIe siècle.

## Les premières plantations

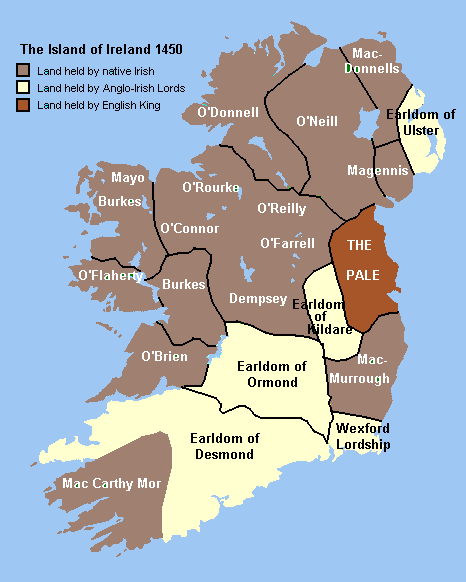
Frontières politiques en Irlande en 1450, avant les plantations.

Les premières plantations en Irlande sont créées pendant la reconquête de l'Irlande par les Tudor. Le gouvernement de la Couronne en place à Dublin avait la volonté de pacifier et d'angliciser le pays, par l'application des lois anglaises et l'incorporation de la classe dirigeante locale dans l'aristocratie anglaise. L'Irlande devait devenir une possession en paix et digne de confiance. Les plantations devaient jouer un rôle primordial dans cette politique.
Dans ce but, deux formes de plantations ont été élaborées dans la première moitié du XVIe siècle. La première a été la « plantation exemplaire », dans laquelle de petites colonies anglaises devaient former un modèle de communautés paysannes, que les irlandais devaient égaler. Une telle colonie a été établie à la fin des années 1560 à Kerrycruihy, à côté de Cork, sur une terre louée au comte de Desmond. 
La deuxième forme donne la tendance de la future politique anglaise en Irlande. Elle était de nature punitive, attribuant des plantations à des colons anglais sur des terres confisquées à la suite de l'anéantissement de la rébellion. Le premier exemple correspondant à ce schéma a été la plantation de King's County (maintenant comté d'Offaly) et de Queen's County (maintenant comté de Laois) en 1556. Les deux clans O'Connor et O'Moore, qui occupaient ces territoires, attaquaient régulièrement le Pale, aire sous juridiction anglaise autour de Dublin. Le comte du Sussex, alors Lord Deputy d'Irlande, ordonna la confiscation de leurs terres, le déplacement de ses habitants, et le remplacement de ceux-ci par des colons anglais. Toutefois ces plantations n'ont pas eu beaucoup de succès. Les O'Connor et O'Moore, regroupés dans les collines et les tourbières, entamèrent une guerre locale contre les colons, qui allait durer près de quarante ans. En 1578 les Anglais assujettirent finalement le clan O'Moore en massacrant la plupart de membres de leur famille dirigeante à Mullaghmast, sous prétexte de les inviter à des pourparlers de paix. Rory Óg Ó Moore, le chef de la rébellion, fut pendu un peu plus tard. Cette violence faisait que les autorités avaient des difficultés à attirer des colons pour leurs nouvelles plantations, et celles-ci se terminèrent par n'être plus que des regroupements aux alentours de fortifications militaires.
Une autre plantation échoua dans l'est de l'Ulster dans les années 1570. Cette région (occupée par les MacDonnell et les O'Neill de Clandeboye) devait être colonisée par les planteurs anglais, afin de dresser une barrière entre les Gaels d'Irlande et d'Écosse, et ainsi stopper l'arrivée de mercenaires écossais en Irlande. La conquête de l'est de l'Ulster fut achetée par Walter Devereux (1er comte d'Essex) et Sir Thomas Smith. Le chef des O'Neill, Turlough Luineach O'Neill, craignant de voir une tête de pont anglaise s'installer en Ulster, vint au secours de ses parents les O'Neill de Clandeboye.
Les MacDonnell de l'Irlande, emmenés par Sorley Boy MacDonnell furent aussi capables d'appeler à l'aide leurs parents des îles et des Highlands d'Écosse. Les plantations dégénérèrent en une série d'atrocités commises contre les populations locales, avant d'être finalement abandonnées. Brian MacPhelim O'Neill de Clandeboye, sa femme et 200 membres de son clan furent assassinés lors d'une fête donnée par Essex en 1574. En 1575, Francis Drake, alors à la solde du comte d'Essex, participa à l'expédition navale qui culmina dans le massacre de 500 membres du clan MacDonnell lors d'un raid contre l'île de Rathlin. Selon l'historien Harry Kelsey, le rôle de Drake dans le massacre n'est pas clairement analysé.
L'année suivante, Élisabeth Ire d'Angleterre, sensibilisée par le massacre de civils, appela à une halte dans les plantations.

### Les plantations du Munster
Les plantations du Munster, dans les années 1580, ont été les premières plantations de masse en Irlande. Elles ont été décidées comme punition après les rébellions de Desmond, quand les FitzGerald Comte de Desmond se sont rebellés contre l'influence anglaise dans le Munster. La dynastie des Desmond fut annihilée lors des suites de la Seconde rébellion de Desmond (1579-1583), et leurs terres furent confisquées. Cela donna l'occasion aux autorités anglaises d'installer des colons originaires de l'Angleterre et du Pays de Galles, qui devenaient ainsi un rempart contre de futures rébellions. En 1584, le Surveillant Général d'Irlande Sir Valentine Browne, et une Commission de surveillance du Munster, attribuèrent les terres confisquées à des entrepreneurs anglais (des colonisateurs fortunés qui s'engageaient à importer des fermiers d'Angleterre pour travailler sur leurs nouvelles propriétés). Ces entrepreneurs étaient aussi supposés construire de nouvelles villes, et défendre les nouveaux districts contre les attaques des rebelles.
Comme pour les terres des Fitzgerald (réparties entre les comtés modernes de Limerick, Cork, Kerry et Tipperary), le Surveillant Général s'empara de terres appartenant à d'autres familles ou clans, qui avaient soutenu la rébellion dans le sud-ouest du comté de Cork et dans le Kerry. Toutefois, les colonies ont été installées petit à petit, à cause de l'influence du clan régnant, les MacCarthy Mór, qui arguait que les propriétaires rebelles étaient en fait leurs subordonnés, et que leurs terres une fois confisquées leur revenaient de droit. Ces terres furent donc d'abord attribuées à des entrepreneurs, puis rendues quand des tribus locales comme celle des MacCarthy les réclamèrent.
D'autres secteurs de plantation furent de même assez chaotiques. John Popham importa 70 fermiers en provenance du Somerset, jusqu'à s'apercevoir sur place que les terres avaient déjà été attribuées à un autre entrepreneur. Il fut obligé de retourner chez lui avec ses fermiers. Néanmoins, 500 000 acres (soit près de 2 000 km²) furent colonisés par des colons anglais. Il était espéré la venue de 15 000 colons dans cette région, mais un rapport de 1589 montre que les entrepreneurs n'ont importé que 700 métayers anglais. Si l'on part sur le principe que chaque métayer est à la tête d'une maisonnée de quatre ou cinq personnes, on arrive à seulement 3 000 ou 4 000 personnes en tout et pour tout, ce qui est bien en dessous de ce qui avait été espéré.
Les plantations du Munster étaient supposées permettre l'établissement de solides et compactes colonies, faciles à défendre, mais dans les faits, les colons anglais s'installèrent par petites poches disséminées dans la campagne, là où les terres avaient été confisquées. Initialement, les entrepreneurs leur avaient fourni des détachements de soldats pour les protéger, mais cette mesure fut abolie dans les années 1590. Résultat, quand en 1598 la guerre de Neuf Ans, une rébellion irlandaise contre la mainmise de l'Angleterre, arriva dans le Munster, la plupart des colons furent chassés de leurs terres, sans même qu'il y ait de combats. Il se réfugièrent dans les villes fortifiées de la région, ou retournèrent vers l'Angleterre. Toutefois, quand la rébellion pris fin en 1601-1603, les plantations furent reconstituées par le gouverneur du Munster, George Carew.

### Les plantations de l'Ulster

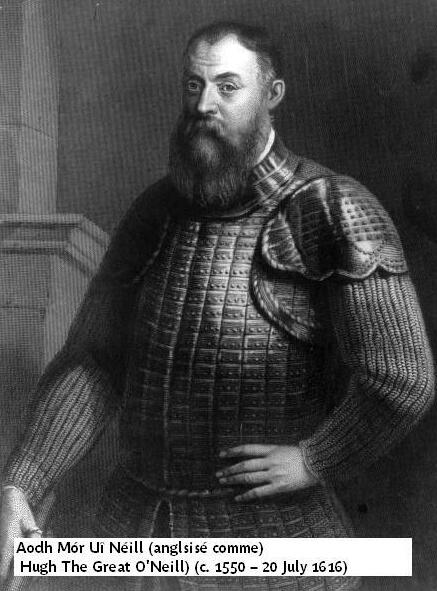
Hugh O'Neill, qui a mené la résistance gaélique face à la conquête anglaise de l’Ulster.

Préalablement à sa conquête pendant la guerre de Neuf Ans dans les années 1590, l'Ulster était la plus gaélique des régions d'Irlande, et la seule province qui échappait totalement au contrôle anglais. La guerre qui se déroula entre 1594 et 1603 se termina par la capitulation des seigneurs O'Neill et O'Donnell devant la couronne anglaise, mais fut aussi un épisode extrêmement coûteux et humiliant pour le gouvernement anglais en Irlande. En fait cela fut même un échec à court terme, car les termes de l'acte de reddition furent très généreux, ré-attribuant une grande partie des terres confisquées pendant la guerre, même si celles-ci étaient placées sous la juridiction anglaise.
Cependant, quand Hugh O'Neill et les autres comtes rebelles quittèrent l'Irlande en 1607 (événement appelé la fuite des comtes), afin d'aller rechercher l'aide espagnole pour une nouvelle rébellion, le Lord Deputy Arthur Chichester saisit l'occasion de coloniser la province, et déclara les terres des O'Neill, O'Donnell et de leurs acolytes, confisquées. Initialement Chichester projetait de faire de modestes et justes plantations, incluant de grandes donations pour les seigneurs irlandais qui s'étaient alliés aux Anglais pendant la guerre. Toutefois ce plan fut interrompu par la rébellion de Cahir O'Doherty du Donegal en 1608, un ancien allié des Anglais, qui s'estimait injustement rétribué pour sa contribution à la guerre. La rébellion fut très rapidement écrasée, et O'Doherty tué. Cela donna à Chichester les arguments pour exproprier tous les propriétaires terriens irlandais de la province.
Jacques VI d'Écosse devient roi d'Angleterre en 1603, unifiant les terres de ces deux couronnes, auxquelles venaient donc s'adjoindre celle du Royaume d'Irlande. Les plantations d'Ulster lui furent vendues en tant que coentreprise britannique, association anglaise et écossaise, afin de les pacifier et les civiliser. À terme la moitié des colons devaient être des Scots. Six comtés furent intégrés dans la plantation officielle : Armagh, Fermanagh, Cavan, Londonderry, Donegal et Tyrone.  
Le projet de plantation fut déterminé par plusieurs facteurs. Le premier fut l'espoir d'établir durablement ces plantations, afin qu'elles ne soient pas détruites par une rébellion, comme cela avait été le cas de la première plantation du Munster. Cela signifiait que même si les colons étaient installés dans de petites poches de terres confisquées aux rebelles, toutes les terres devaient être confisquées et redistribuées, afin de créer des concentrations de colons britanniques autour des villes et des garnisons. Il fut strictement interdit aux nouveaux propriétaires terriens d'utiliser des métayers irlandais. Ils durent donc importer des paysans d'Angleterre et d'Écosse. Les anciens propriétaires irlandais ne se virent attribuer qu'un quart des terres d'Ulster, les populations se virent déplacées autour des garnisons et des églises protestantes. Enfin les colons avaient interdiction absolue de revendre leur terre à un irlandais de souche.
La deuxième influence majeure pour les plantations a été de négocier avec de multiples groupes d'intérêt du côté britannique. Les principaux propriétaires devaient être les « Entrepreneurs », des hommes d'Angleterre ou d'Écosse qui s'engageaient à faire venir des métayers pour peupler et entretenir leurs terres. Il leur était réservé chacun 3 000 acres (12 km²), à la condition d'y installer 48 adultes mâles (pour un minimum de 20 familles) anglophones et protestants. En plus de ceux-ci, des vétérans de la guerre (connus sous le vocable de « serviteurs »  - Servitors), emmenés par Arthur Chichester, gagnèrent le droit à être récompensés par l'octroi de terres pour eux-mêmes. Ces officiers n'ayant pas assez de fonds personnels pour financer la colonisation, leur participation fut soutenue par des financiers de la City de Londres, qui se virent concéder une ville (Derry), qu'ils renommèrent Londonderry. Le bénéficiaire final le plus important fut l'anglicane Église d'Irlande, qui reçut toutes les églises et les terres relevant préalablement des autorités catholiques. Il était prévu d'utiliser des clercs d'Angleterre et du Pale pour convertir les populations locales au protestantisme.
La plantation ne fut qu'un succès mitigé. Dans les années 1630, 20 000 hommes adultes britanniques avaient été installés en Ulster, ce qui signifie que la population totale des colons devait atteindre les 80 000 personnes. Ils formaient la majorité des habitants dans les vallées de la Finn et de la Foyle (autour de la ville de Derry, dans l'est du Donegal, le nord du comté d'Armagh et l'est du comté de Tyrone). De plus, il existait aussi des implantations sur des terres officiellement non habitées dans le sud de l'Antrim et le Nord de l'Armagh, financées par l'Écossais James Hamilton. Cette population augmentait très rapidement, grâce à la présence de plus de la moitié de femmes parmi les colons (le taux d'accroissement naturel était alors bien supérieur à celui connu pour la même époque par les colonies espagnoles en Amérique du Sud, ou les colonies anglaises en Virginie et en Nouvelle-Angleterre).
Toutefois, la population irlandaise ne fut jamais déplacée ou anglicisée. Dans la pratique, les colons ne sont jamais restés sur les mauvaises terres, mais se sont regroupés autour des villes et sur les meilleures terres. Ceci signifie que beaucoup de propriétaires britanniques ont dû prendre des métayers irlandais, ce qui était pourtant interdit pas les termes du contrat d'implantation. En 1609, Chichester déporta 1 300 anciens soldats irlandais pour servir dans l'armée suédoise, mais la province resta harcelée par des bandits irlandais, connus sous le nom de wood-kerne, qui attaquaient les colons les plus vulnérables. Les tentatives de conversion des Irlandais au protestantisme n'eurent elles aussi que peu d'effets, essentiellement parce que les clercs dépêchés sur place étaient tous anglophones, et que les populations locales ne parlaient la plupart du temps qu'une seule langue, l'irlandais.

## Les plantations sous le règne des Stuarts (1610-1641)
Beaucoup de plus petites plantations ont eu lieu sous le règne des Stuarts Jacques Ier d'Angleterre et Charles Ier d'Angleterre, dans la première moitié du XVIIe siècle. La première, dans le Nord du comté de Wexford en 1610, confisqua des terres au clan MacMurrough-Kavanagh. 
Alors que la plupart des familles propriétaires terriennes en Irlande furent dépossédées de leurs propriétés par la force, très peu pouvaient présenter des titres légaux de propriété, à l'exception bien sûr des nouveaux arrivants anglais. Pour obtenir de tels documents, elles devaient se défaire d'un quart de leurs propriétés. Cette politique fut utilisée contre les Kavanagh dans le comté de Wexford puis dans le reste du pays. Ainsi, les autorités anglaises purent implanter de petites plantations dans les comtés de Longford, Leitrim Laois et Offaly et dans le Nord du comté de Tipperary.
Alors que les plantations datant des Tudor consistaient en une chaîne de garnisons militaires, les plantations du XVIIe siècle attirèrent un grand nombre de propriétaires, métayers et ouvriers agricoles. Les principaux grands propriétaires investisseurs du Leinster furent Charles Coote, Adam Loftus et William Parsons.
Dans le Munster, le début du XVIIe siècle vit l'arrivée de milliers de colons anglais et gallois supplémentaires dans la province, profitant de l'obligation faite aux seigneurs irlandais de céder un tiers de leurs terres pour que soient reconnus leurs actes notariés de propriété. Les colons se concentrèrent dans les villes situées le long de la côte sud:Youghal, Bandon, Kinsale et Cork. Les principaux « entrepreneurs » des plantations du Munster furent à cette époque Walter Raleigh, Edmund Spenser, et Richard Boyle, premier comte de Cork. Celui-ci amassa une immense fortune, multipliant les acquisitions de terres, et en y développant agriculture et industrie.
Les classes supérieures de la société irlandaise catholique furent incapables de s'y opposer, parce qu'elles avaient été chassées des charges publiques à cause de leur religion, et étaient devenues minoritaires au Parlement irlandais dès 1615. Elles réussirent néanmoins à stopper temporairement les confiscations de terres en 1625, en acceptant de payer pour permettre à l'Angleterre de combattre contre la France et l'Espagne.
En plus des plantations, des milliers de colons indépendants sont arrivés en Irlande au début du XVIIe siècle, en provenance des Pays-Bas et de France. Beaucoup d'entre eux devinrent les tenanciers de terres dont les Irlandais étaient propriétaires. D'autres s'installèrent en ville, spécialement à Dublin, notamment en tant que banquiers et financiers. En 1641 près de 125 000 colons protestants s'étaient installés en Irlande. Ils restaient néanmoins très minoritaires devant les autochtones catholiques (ratio de 1 contre 15).

## Les plantations dans le Connacht forcent l'émigration comme «engagés volontaires»
Les plantations furent abandonnées par les politiques, jusqu'à l'accession en 1632 de Thomas Wentworth (1593-1641), un proche de Charles Ier d'Angleterre, à la charge de Lord Député d'Irlande. Sa mission était d'accroitre les revenus de Charles Ier, et d'asseoir le contrôle royal sur l'Irlande. Cela signifiait, entre autres choses, plus de plantations, également pour ainsi accroitre les profits. Wentworth confisqua des terres dans le Wicklow, et planifia à grande échelle les plantations dans le Connacht, où tout propriétaire catholique devait alors perdre entre un quart et la moitié de ses terres. Les juristes locaux étaient réservés sur l'application d'une telle colonisation. Quand un groupe de propriétaire du Connacht se plaignit à Charles Ier, Wentworth les fit emprisonner. Toutefois ces implantations ne se firent que dans les comtés de Sligo et Roscommon. Wentworth fit ensuite surveiller les principales familles catholiques du Leinster, y compris la très influente dynastie Butler. Ces nouvelles confiscations entraînèrent les guerres des évêques en Écosse qui devaient finalement conduire à la décision d'exécution de Wentworth prise par le parlement britannique et à la guerre des trois royaumes en Angleterre et en Irlande. Par leur ampleur, les plantations dans le Connacht ont été l'une des causes majeures de la Rébellion de 1641, rejointe par les plus puissantes familles catholiques d'Irlande, jusque-là plutôt portées à la négociation.
Les plantations dans le Connacht et celles de la région de Munster poussèrent des milliers d'Irlandais à émigrer vers le Nouveau Monde, en particulier l'île de la Barbade, où la culture du tabac offrait un mirage d'enrichissement futur, même s'ils devaient d'abord donner sept ans de leur vie pour payer la traversée, en acceptant le statut d'engagés volontaires (indentured servant en anglais). Ils y importèrent un vocabulaire irlando-anglais, issu du sud de l'Irlande.

## La rébellion irlandaise de 1641 et les plantations
En octobre 1641, après une mauvaise récolte et dans une période climatique troublée, Phelim O'Neill lança une nouvelle rébellion, espérant rectifier diverses injustices subies par les propriétaires catholiques. Toutefois, une fois la rébellion lancée, le ressentiment des Irlandais de souche en Ulster déborda en attaques commises indistinctement contre les colons ; c’est la rébellion irlandaise de 1641. Les catholiques irlandais attaquèrent des plantations partout dans le pays, mais l’essentiel des attaques se concentra en Ulster. Les chroniqueurs anglais de l’époque évoquent près de 100 000 victimes parmi les protestants, et William Petty, dans son état des lieux fait dans les années 1650, estime lui que le nombre de victimes de la rébellion ne fut qu'environ 30 000. Des recherches plus récentes, basées sur l'examen précis des dépositions des protestants, collectées en 1642, suggèrent que près de 4 000 colons furent victimes directes de la rébellion, 12 000 autres ayant péri de maladies et de privations après avoir été chassés de leurs habitations.

## Conséquences à long terme
Cette politique est amplifiée par Élisabeth Ire, Jacques Ier et Oliver Cromwell. Ce dernier obligea les catholiques expropriés à s'établir dans le Connacht, peu fertile, à l'exception d'une bande côtière interdite, large d'un mile (« to Connaught or to hell » « dans le Connacht ou en enfer ») . 
Le phénomène avait commencé lentement, avec seulement de petites colonies attribuées à des nobles, mais par la suite les Anglais, sous l'administration énergique de Sir Henry Sidney et de son collaborateur Humphrey Gilbert, procédèrent à des confiscations majeures, principalement dans le Munster après les deux révoltes de James Fitzmaurice de (1569/1573) et (1579/1583) et l'élimination des FitzGerald de Desmond. Au cours des années 1590, Walter Raleigh ne parvint pas à conserver les terres réquisitionnées, mais après la « Fuite des comtes » O'Neill et O'Donnell en 1607, une colonisation à grande échelle finit par aboutir en Ulster.
Cette politique de spoliation systématique est à l'origine de la situation actuelle de l'Ulster en Irlande du Nord.